# Courtney Pine
Pour les articles homonymes, voir Pine.
Courtney Pine (né le 18 mars 1964) à Londres est un jazzman anglais. Saxophoniste, il joue également de la flûte, de la clarinette, du clavier, etc. Ses disques les plus récents ont marié le jazz à la musique électronique moderne britannique telle que le drum and bass le UK garage ainsi que la soul contemporaine.
En 1992, Courtney Pine joue du saxophone sur le remix du titre Iron Lion Zion de Bob Marley, qui deviendra à titre posthume l'un de ses plus grands succès.

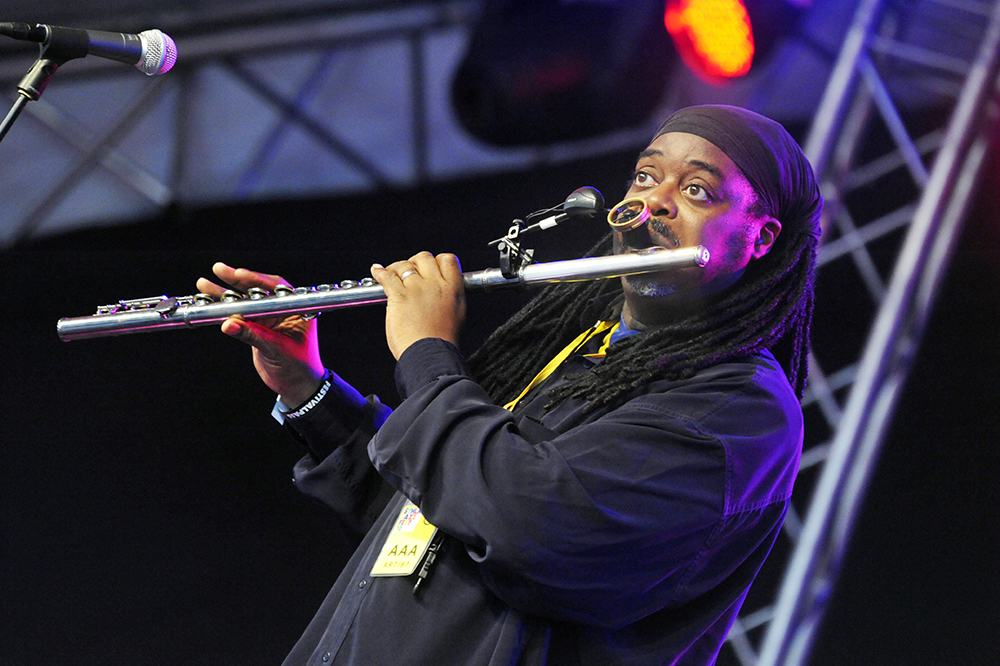
Courtney Pine - Stockholm Jazz Festival 2010.

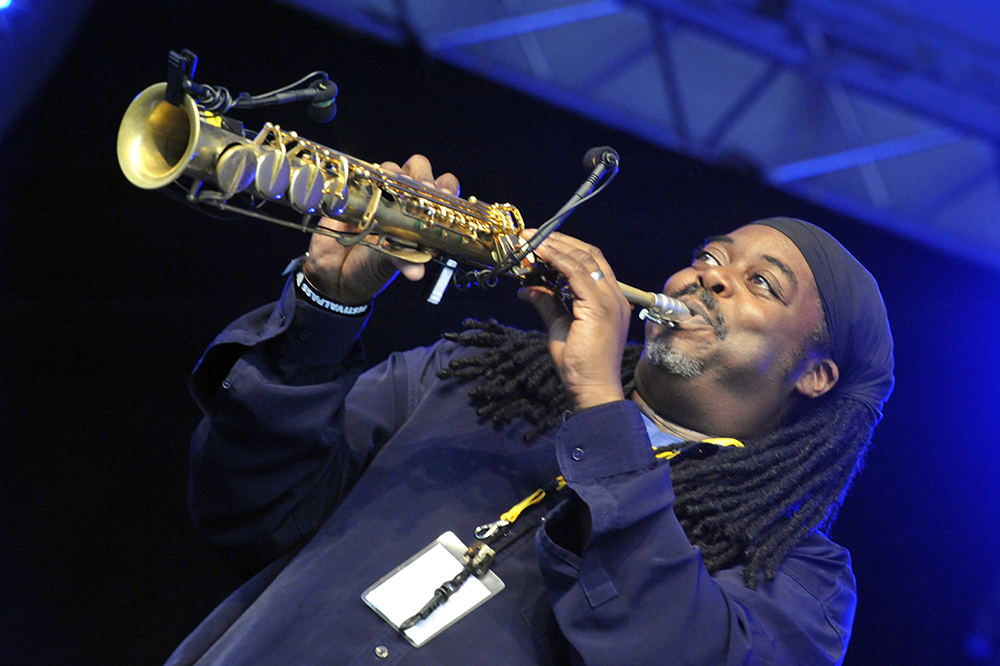
Courtney Pine - Stockholm Jazz Festival 2010.

## Discographie
- 1986 : Journey to The Urge Within
- 1988 : Destiny's Song
- 1989 : The Vision's Tale
- 1990 : Closer To Home
- 1991 : Within The Realms of Our Dreams
- 1992 : The Eyes of Creation
- 1995 : Modern Day Jazz Stories
- 1997 : Underground
- 2000 : Back in the Day
- 2003 : Devotion
- 2005 : Resistance
- 2009 : Transition in Tradition: En Hommage à Sidney Bechet
- 2011 : Europa
- 2012 : House of Legends